# Awasa (danse)
L’awassa  (ou awasa), est un genre musical de la communauté Bushinengue en Guyane et au Suriname  

## Origines
L’awasa est une danse traditionnelle du peuple Bushinenge. 

### Documentaires
- [vidéo] « Awassa, la danse traditionnelle bushinengué »
- [vidéo] « Cottica Territory is Now Only in Memory by Tolin Alexander (SURINAME); Reports from Other Continents », à 3:55 (consulté le 25 avril 2024)